# Recopa Africana 1993
La Recopa Africana 1993 es la 19.ª edición de este torneo de fútbol a nivel de clubes de África organizado por la CAF y que contó con la participación de 41 equipos campeones de copa de sus respectivos países, 3 más que en la edición anterior.
El Al-Ahly de Egipto venció en la final al campeón defensor Africa Sports de Costa de Marfil para obtener el título por cuarta ocasión.

## Ronda Preliminar
| Equipo 1         | Agr.    | Equipo 2        | Ida | Vuelta |
| ---------------- | ------- | --------------- | --- | ------ |
| Gazelle          | 2–3     | Elá Nguema      | 1–1 | 1–2    |
| Hafia FC         | 2–1     | Stade Malien    | 2–0 | 0–1    |
| Jomo Cosmos      | 7–0     | Denver Sundowns | 1–0 | 6–0    |
| Liverpool        | 2–1     | TAFIC           | 1–1 | 1–0    |
| Pamba SC         | 2–2 (a) | Mukura Victory  | 0–1 | 2–1    |
| ASC SNIM         | w/o1    | Benfica Bissau  | n/a | n/a    |
| Semassi          | w/o1    | Diamond Stars   | n/a | n/a    |
| Silver Strikers  | 1–4     | Arsenal         | 0–2 | 1–2    |
| AS Tempête Mocaf | 2–3     | Petro Atlético  | 1–2 | 1–1    |

1- El Diamond Stars y el Sport Bissau e Benfica abandonaron el torneo antes del partido de ida.

## Primera Ronda
| Equipo 1           | Agr.    | Equipo 2        | Ida | Vuelta |
| ------------------ | ------- | --------------- | --- | ------ |
| Africa Sports      | w/o1    | NPA Anchors     | n/a | n/a    |
| Al-Ahly            | 5–0     | Pamba SC        | 5–0 | 0–0    |
| Al-Merreikh        | 3–2     | Express FC      | 3–0 | 0–2    |
| CARA Brazzaville   | 2–3     | Petro Atlético  | 1–0 | 1–3    |
| COSFAP             | 2–5     | Jomo Cosmos     | 0–2 | 2–3    |
| Clube de Gaza      | 3–3 (a) | Arsenal         | 2–2 | 1–1    |
| DC Motema Pembe    | 6-1     | Liverpool       | 6–1 | n/a2   |
| Delta              | 1–2     | Semassi         | 1–0 | 0–2    |
| Dragons de l'Ouémé | 6–2     | Olympic Niamey  | 4–0 | 2–2    |
| El-Kanemi Warriors | 4–0     | Elá Nguema      | 4–0 | 0–0    |
| JS Kabylie         | 11–2    | ASC SNIM        | 8–1 | 3–1    |
| Kabwe Warriors FC  | 2-1     | Prince Louis    | 2–1 | abd3   |
| Olympic Mvolyé     | 2–1     | RC Kadiogo      | 1–0 | 1–1    |
| Stade Tunisien     | 1–0     | Hafia FC        | 1–0 | 0–0    |
| Voradep            | 0–1     | US Gorée        | 0–0 | 0–1    |
| Wankie FC          | 1–3     | Kenya Breweries | 0–2 | 1–1    |

1- El NPA Anchors fue descalificado.
2- Liverpool fue descalificado después del partido de ida.
3- Kagbe Warriors abandonó el partido de vuelta en el minuto 89 del partido de vuelta luego de que al Prince Louis le concedieran un penal, por lo que fueron descalificados del torneo.

## Segunda Ronda
| Equipo 1           | Agr.    | Equipo 2           | Ida | Vuelta |
| ------------------ | ------- | ------------------ | --- | ------ |
| Africa Sports      | 7–0     | Semassi            | 4–0 | 3–0    |
| Arsenal            | 0–2     | Al-Ahly            | 0–1 | 0–1    |
| Kenya Breweries    | 1–2     | Al-Merreikh        | 1–1 | 0–1    |
| DC Motema Pembe    | 2–2 (a) | Petro Atlético     | 0–0 | 2–2    |
| El-Kanemi Warriors | 4–3     | Olympic Mvolyé     | 4–0 | 0–3    |
| JS Kabylie         | 4–3     | Dragons de l'Ouémé | 4–0 | 0–3    |
| Prince Louis       | 3–7     | Jomo Cosmos        | 3–3 | 0–4    |
| Stade Tunisien     | 2–1     | US Gorée           | 2–0 | 0–1    |

## Cuartos de final
| Equipo 1           | Agr.     | Equipo 2       | Ida | Vuelta |
| ------------------ | -------- | -------------- | --- | ------ |
| Africa Sports      | 4–1      | Kabylie        | 4–0 | 0–1    |
| Al-Merreikh        | 2–7      | Al-Ahly        | 1–2 | 1–5    |
| DC Motema Pembe    | 2–2 (v.) | Jomo Cosmos    | 2–1 | 0–1    |
| El-Kanemi Warriors | 2–1      | Stade Tunisien | 1–0 | 1–1    |

## Semifinales
| Equipo 1    | Agr. | Equipo 2           | Ida | Vuelta |
| ----------- | ---- | ------------------ | --- | ------ |
| Jomo Cosmos | 1–5  | Africa Sports      | 1–1 | 0–4    |
| Al-Ahly     | 3–0  | El-Kanemi Warriors | 3–0 | 0–0    |

## Final
| Equipo 1      | Agr. | Equipo 2 | Ida | Vuelta |
| ------------- | ---- | -------- | --- | ------ |
| Africa Sports | 1–2  | Al-Ahly  | 1–1 | 0–1    |

## Campeón
| Recopa Africana 1993              |
| --------------------------------- |
| Bandera de Egipto                 |
| Campeón invicto Al-Ahly 4º título |